# Posljednji kineski car
Posljednji kineski car (eng. The Last Emperor) je biografski spektakl  Bernarda Bertoluccija iz 1987. o Pu Yiu, posljednjem caru  Kine. Pu Yi je prikazan kao marioneta misterioznih i snažnih sila, bilo kao car bilo kao ratni zločinac.
U glavnoj ulozi nastupio je John Lone kao Pu Yi, s Joan Chen, Peterom O'Tooleom, Ruochengom Yingom, Victorom Wongom, Dennisom Dunom, Ryuichijem Sakamotom, Maggie Han, Ricom Youngom, Vivian Wu i Chen Kaige. Bio je to prvi dugometražni film kojem je kineska vlada dopustila snimanje u Zabranjenom gradu.

## Radnja
Film počinje u 1950. s Pu Yijem koji ulazi u netom proglašenu  Narodnu Republiku Kinu kao zatvorenik i ratni zločinac, nakon što ga je Crvena armija zarobila kad je  Sovjetski Savez ušao u Rat na Pacifiku 1945. i stavio ga pod sovjetsku zaštitu pet godina. Pu Yi pokuša izvršiti samoubojstvo, ali samo pada u nesvijest, a u flashbacku Pu Yi u snu proživljava svoj prvi ulazak, sa svojom medicinskom sestrom, u Zabranjeni grad.
Sljedeći dio filma je serija kronoloških flashbackova u Pu Yijev rani život (njegov strogi odgoj, neobjašnjivi događaji uključujući djetinjasti izazov njegovog brata da zauzme njegov položaj, njegov dogovoreni brak i tako dalje), a nakon toga se sve vraća na njegov zatvorski život. U zarobljeničkom logoru Pu Yiju pokazuju novinske isječke o japanskim ratnim zločinima u  Mandžuriji i poraz Japana, a on shvaća vlastitu odgovornost u izazivanju japanske krvoločnosti.
Završni dio filma završava sredinom šezdesetih tijekom  Maove vladavine i početkom  Kulturne revolucije. Pu Yi je postao vrtlar koji živi kao proleter. Na putu kući, nalijeće na Maovu paradu s djecom koja zborno sviraju pentatonsku glazbu na harmonikama, dok plesači plešu protiv feudalizma. Njegov zapovjednik u zarobljeničkom logoru je jedan od "budala" kažnjenih kao ograničeni revolucionar u paradi. U ironičnoj sceni, posljednji car se tuži Crvenim čuvarima zbog ponižavanja upravitelja.
Pu Yi tada posjećuje Zabranjeni grad kao obični turist i susreće samouvjerenog malog dječaka koji nosi pionirsku crvenu maramu koji predstavlja budućnost. Međutim, Pu Yi zaneseno dokazuje dječaku kako je on uistinu Sin raja; dok sjeda na tron, pronalazi cvrčka kojeg je zadržao za ljubimca kao dječak i daje ga dječaku - čudesno, cvrčak je još živ, nakon 60 godina. Dječak se okreće kako bi zahvalio Pu Yiju, ali ugleda da je car nestao.
Film u nastavku prikazuje moderniju Kinu koja se otvorila Zapadu, gdje na izletu vodičev zvučnik (ironično svirajući melodiju "Yankee Doodle") poziva  američke turiste da se okupe ispred trona. Vodič u nekoliko rečenica prepričava Pu Yijev život i otkriva nam datum njegove smrti.

## Povijesne netočnosti i propusti
Neki likovi u filmu (kao što je Pu Yijev japanski rukovatelj) su sastavljeni od stvarnih likova, ali većina likova i događaja odgovaraju stvarnim ljudima i događajima koji su se dogodili u Pu Yijevu životu. Pu Yijev mlađi brat, Pu Chieh, i Li Wenda, koja mu je pomogla da napiše svoju autobiografiju, bili su savjetnici na filmu.
Period od 1945. i 1950. nije uopće zastupljen u filmu. Tijekom tog vremena Pu Yi je držan kao zatvorenik u gulagu u  Staljinovu  Sovjetskom Savezu. Osim toga, tada je svjedočio te je optužen kao ratni zločinac na  Tokijskom sudu za ratne zločine. Kad su kineski  komunisti pod Maovim vodstvom 1949. došli na vlast, Pu Yi je pisao pisma Staljinu tražeći da ga ne šalju natrag u Kinu. No, kako Staljin nije htio zaoštriti svoje odnose sa svojim "novim političkim prijateljem" Maom, 1950. je vratio starog cara.
U filmu se ne spominju ni Pu Yijeve kasnije supruge i priležnice (kao što su Tan Yuling, Li Yuqin i Li Shuxian) s kojima je bio nakon 1937.

## Produkcija
Bernardo Bertolucci predstavio je film kineskoj vladi kao jedan od dva moguća projekta - drugi je bio remake  Života ljudskog  Andrea Malrauxa. Kinezima se više svidio ovaj projekt. Tijekom snimanja famozne scene krunidbe u Zabranjenom gradu, kraljica Elizabeta II. bila je u Pekingu u službenom posjetu. Kineske vlasti su dale prednost produkciji pred njom, pa kraljica nije mogla posjetiti Zabranjeni grad.
Producent Jeremy Thomas sam je podigao budžet od 25 milijuna dolara za svoju neovisnu produkciju.
Tijekom filma je korišteno 19 000 statista.
 Budističke lame koji se pojavljuju u filmu nisu smjele dirati žene pa su unajmljeni muški garderobijeri kako bi im pomogli odjenuti se.

## Alternativne verzije
Kad je film objavljen u kinima, trajao je 160 minuta: produžena verzija trenutno dostupna na DVD-u traje 218 minuta. Uključuje materijal iz palače Mandžukuo, koji pokazuje kako je Pu Yi isprva bio marioneta. Cijeli jedan lik koji je izbačen iz kino-verzije je ovisnik o opijumu kojeg su Japanci postavili za ministra obrane, a koji postaje demon nakon suočavanja s Puyijevim zarobljeničkim logorom, šapćući noću caru užasnu istinu. Osim toga, dodatni materijal pokazuje kako se Pu Yi nije mogao brinuti za sebe bez pomoći svojih sluga.

## Nagrade
Film je osvojio svih devet Oscara za koje je bio nominiran. Uz  najbolji film, osvojio je nagrade za najbolju scenografiju, fotografiju, dizajn kostima,  režiju, montažu, glazbu, originalni glazbeni broj, zvuk i adaptirani scenarij.

## Glumci
- John Lone - Pu Yi (odrasli)
- Joan Chen - Wan Jung
- Peter O'Toole - Reginald Johnston
- Ying Ruocheng - Guverner
- Victor Wong - Chen Pao Shen
- Dennis Dun - Big Li
- Ryuichi Sakamoto - Amakasu Masahiko
- Maggie Han - Kawashima Yoshiko
- Ric Young - Ispitivač
- Vivian Wu - Wen Xiu
- Cary-Hiroyuki Tagawa - Chang
- Jade Go - Ar Mo
- Fumihiko Ikeda - Pukovnik Yoshioka
- Richard Vuu - Pu Yi (3 godine)
- Tijger Tsou - Pu Yi (8 godina)
- Wu Tao - Pu Yi (15 godina)
- Fan Guang - Pujie (odrasli)
- Henry Kyi - Pujie (7 godina)
- Alvin Riley III - Pujie (14 godina)
- Lisa Lu - Carica Dowager Cixi
- Hideo Takamatsu - General Ishikari
- Hajime Tachibana  - Japanski prevoditelj
- Basil Pao - Pu Yijev otac
- Henry O - Lord Chamberlain
- Chen Kaige - Zapovjednik carske vojske
- Zhang Liangbin - Big Foot
- Huang Wenjie - Hunchback
- Liang Dong - Aisin-Gioro

## Vanjske poveznice
- Posljednji kineski car u internetskoj bazi filmova IMDb-a
- Posljednji kineski car na Rotten Tomatoes
- Recenzija na Images Jounal